# Denzel Curry
Denzel Curry, właściwie Denzel Rae Don Curry (ur. 16 lutego 1995) – amerykański raper i autor tekstów.

## Wczesne życie
Denzel Rae Don Curry urodził się 16 lutego 1995 roku w Carol City na Florydzie. Jest pochodzenia bahamskiego. Curry zaczął rapować w szóstej klasie. Spędzał czas w lokalnym klubie Boys & Girls, gdzie proponował innym rapowe bitwy. Uczęszczał do Miami's Design And Architecture High School przez pierwsze dwa lata szkoły średniej. Po wyrzuceniu ze szkoły, Denzel uczęszczał do Senior High School w Miami Carol City, gdzie rozpoczął pracę nad swoim pierwszym albumem zatytułowanym Nostalgic 64. W wywiadzie dla The Breakfast Club powiedział, że był molestowany przez starszego mężczyznę.

## Kariera

### 2011–2012: Początki
24 września 2011 r. Curry wydał swój pierwszy mixtape zatytułowany King Remembered Underground Tape 1991-1995. Cały projekt, Mixtape został później umieszczony na stronie rapera i producenta muzycznego SpaceGhostPurrp'a, co spowodowało początek kariery muzycznej Denzela. Po wydaniu pierwszego mixtape'a, Curry stał się członkiem grupy hip hopowej SpaceGhostPurrp'a, Raider Klan.
W 2012 roku wydał swój drugi mixtape, King of the Mischievous South Vol. 1 Underground Tape 1996, który zwrócił uwagę rapera Earl'a Sweatshirt'a i innych członków wytwórni Odd Future.
Trzeci mixtape Curry'ego, zatytułowany Strictly for My R.V.I.D.X.R.S., został wydany po śmierci Trayvona Martina, który również mieszkał w Carol City i trafił do tej samej szkoły średniej, co Denzel Curry. Jego styl rapu na tym mixtape'ie był inspirowany stylem Tupac'a Shakur'a.

### 2013–2014:Nostalgic 64
Grupa Raider Klan została rozwiązana, więc Curry postanowił rozpocząć solową karierę. 3 września 2013 r. Curry wydał swój debiutancki album zatytułowany Nostalgic 64. Na albumie pojawili się m.in.: JK The Reaper, Lil Ugly Mane, Mike G, Nell, Robb Bank $, Stephen A. Clark i Yung Simmie. W 2014 roku Curry pojawił się w utworze Deniro Farrar'a, Bow Down, później w utworze Dillona Coopera, Eyes of the World.

### 2015–2016:32 ZeliImperial
9 czerwca 2015 r. Curry wydał swoją pierwszą podwójną EP, zatytułowaną 32 Zel. Jego pierwszym singlem z tej płyty wydanym w 2016 roku był Flying Nimbus.
Jego drugi album, zatytułowany Imperial, został wydany 9 marca 2016 r. Został ponownie wydany w serwisie Spotify jako wersja deluxe 14 października 2016 r.
W czerwcu 2016 r. Curry pojawił się na okładce XXL 2016 Freshmen Class.

### 2017–2018:13iTa13oo
13 maja 2017 r. Curry przesłał na swoje konto SoundCloud utwór zatytułowany Hate Government [demo]. W następnych tygodniach wydał jeszcze dwa utwory - Equalizer [demo] i ZELTRON 6 BILLION ft. Lil Ugly Mane. Po wydaniu tych utworów, a także serii tajemniczych postów w mediach społecznościowych (pozornie przedstawiających inne alter ego Denzela o imieniu Zeltron), wydał EP zatytułowany 13 25 czerwca 2017 r.  Wszystkie utwory demo znalazły się na nim, a także dwie inne piosenki. 18 sierpnia 2017 r. Curry wydał kolejną piosenkę zatytułowaną Skywalker. 22 września, ukazała się zremasterowana wersja 32 Zel, w tym remiks Ultimate z Juicy J.   

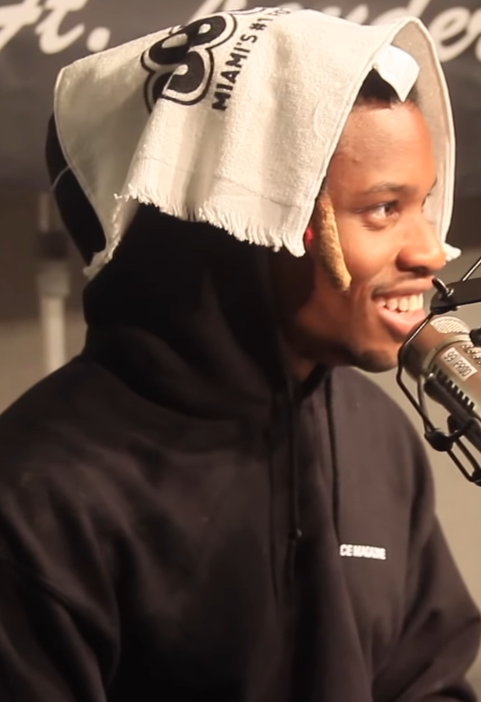
Denzel Curry w sierpniu 2018

Odkąd Curry zaczął wydawać demo piosenek do EP 13, kilka razy wspomniał o swoim trzecim studyjnym albumie zatytułowanym Ta13oo. 13 służy jako sampler do Ta13oo, nie podano daty wydania albumu. 28 lutego 2018 r. pojawił się w utworze Kristi YamaGucci artysty ASAP Ferg, w którym również pojawił się Jay IDK. Po raz pierwszy wykonano go na żywo w Houston 11 marca podczas wspólnej trasy koncertowej. 16 marca 2018 r. opublikował piosenkę Uh Huh, ponownie z udziałem Jaya IDK, na swoim oficjalnym kanale YouTube.
2 kwietnia 2018 r. Curry wydał singiel Ta13oo zatytułowany Sumo w audycji radiowej Zane'a Lowe'a Beats 1. 24 maja 2018 r. Curry wydał drugi singiel z albumu zatytułowany Percs. 11 lipca 2018 roku wydał wraz z teledyskiem na swoim kanale Youtube trzeci singiel Clout Cobain i dwa dni później ogłosił, że jego album Ta13oo zostanie wydany w trzech aktach: pierwszy akt, Light, został wydany 25 lipca, Gray dzień później, a Dark dwa dni później. Każdy poprzednio wydany singiel reprezentuje jeden z aktów albumu, Sumo reprezentuje Light, Clout Cobain reprezentuje Gray, a Percs reprezentuje Dark, które łączą się w spójną całość, tworząc Ta13oo.

### Od 2019:ZUU
14 lutego 2019 roku Denzel wykonał cover utworu "Bulls On Parade" grupy Rage Against The Machine dla australijskiego radia Triple J w audycji Like a Version, który został pozytywnie przyjęty.
8 maja wydał singiel „Ricky” który był jego pierwszym wydaniem od czasu Ta13oo. Tytuł utworu nawiązuje do imienia jego ojca, na którym również ten utwór jest inspirowany. 22 maja wydał kolejny singiel „Speedboat” i ogłosił nowy album zatytułowany ZUU, który zostanie wydany 31 maja.

## Życie prywatne
4 marca 2014 r. brat Denzela, Treon Johnson, zmarł z powodu obrażeń, których doznał po porażeniu paralizatorem przez policję. Służby zareagowały na doniesienia o tym, że Treon rzucał kokosami z dachu na psa, który go ugryzł.
Do stycznia 2017 roku, Denzel mieszkał z XXXTenacionem, Ronnym J i innymi członkami grupy C9 w Miami. Obecnie mieszka w Los Angeles.

## Dyskografia

### Albumy studyjne
- Nostalgic 64 (2013)
- Imperial (2016)
- Ta13oo (2018)
- ZUU (2019)
- Melt My Eyez See Your Future (2022)
- King of the Mischievous South Vol. 2 (2024)

### Mini albumy
- 32 Zel/Planet Shrooms (2015)
- 13 (2017)
- Unlocked (2020) z Kenny Beats